# ZEN (パルクール)
ZEN（ゼン、1993年5月13日 - ）は、日本のパルクールアスリート。別名、島田 善。
東京都出身。身長174cm。血液型A型。妻は歌手の塩ノ谷早耶香。

## 略歴
15歳の時、友人に見せてもらったパルクールの映像がきっかけでパルクールと出会う。
その魅力に取り付かれ、16歳には単身アメリカ・ロサンゼルスに渡り、高校在学中の三年間プロフリーランニングチームTEMPEST FREERUNNINGと共にトレーニングを積む。
2011年に行われたパルクールの国際大会『Red Bull Art of Motion Yokohama』において日本人として初めての国際大会出場を果たす。1st Runを一位通過し、ファイナリストに名を連ね 5位入賞してその名を世界に知らしめた。
以後、アスリートの傍らパルクールパフォーマーとして普及活動を行う。当時マイナーな文化であったパルクールはそのイメージからスリルを求めた危険な遊びとして誤って認識されており、正しい認識を広めることを目的にパルクールのプレイヤーとしてCMやモデル、アーティストのミュージックビデオやLIVEなどに出演するようになる。
2012年 EXILE TRIBE TOWER OF WISH LIVE TOUR 2012 に出演。
2013年03月06日、LDH とプロ契約を結ぶ。
2015年8月には、カナダで開催されたパルクールの北米大会『North American Parkour Championships』で優勝。アジア人史上初の全米・北米チャンピオンとなる。
2016年からインターナショナルチーム「Team Farang」の一員として活動拠点をアメリカ・ロサンゼルスに移した。
2016年4月に行われた世界大会『WFPF Pro-Am Parkour Championship』では3位に入賞。12月21日「2本のバーの間を飛んだ最長距離（パルクール）」としてギネス世界記録の認定を受けた。
2017年10月、中国での世界大会『Freerun Hefei City』においても3位に入賞している。
2018年4月、『FISE ワールドシリーズ広島 2018』 練習中に右ひざを負傷により決勝のパフォーマンスを棄権した。
2019年5月、アメリカ San Jose で行われたU.S.大会 『WEST COAST PARKOUR CHAMPIONSHIPS #5』 にて怪我を乗り越え、再び優勝。
2020年9月には、国際大会『E－FISE』で優勝。世界チャンピオンとなる。
2022年6月30日、LDH JAPANを退社。翌日7月1日にパルクールカルチャーカンパニー株式会社PKMのCEOに就任。

## 人物
2022年12月31日、2児の父であること、塩ノ谷早耶香が妻であることをインスタグラムで公表した。

## 出演

### 映画
- フルスロットル　トレーラー - 主演
- HiGH&LOW（2016年 - 2017年） - RUDE BOYS ピー 役
  - HiGH&LOW THE MOVIE（2016年）
  - HiGH&LOW THE MOVIE2 / END OF SKY（2017年）
  - HiGH&LOW THE MOVIE3 / FINAL MISSION（2017年）

### テレビドラマ
- HiGH&LOW〜THE STORY OF S.W.O.R.D.〜 - RUDE BOYS ピー 役
- ナイトヒーロー NAOTO（2016年4月15日 - 7月1日、テレビ東京）- エンディング企画[8]

### 声優
- 『HiGH&LOW g-sword』アニメーションDVD付き特装版 フラッシュアニメ（2017年） - ピー 役

### CM
- Windows 8　「パルクール編」（2012年）
- 森永製菓　「アイスボックス」
- Google「Android: みんなの and」TVCM
- SONY 「やりすぎな日曜日」
- GREE 聖戦ケルベロス「HIROカード、降臨」篇（2012年）
- TOWER RECORDS SHIBUYA 「LIVE LIVEFUL！」(2012年)
- ソニーエリクソン Xperia TVCM (2012年)
- ゼビオスポーツ TVCM

### ミュージック・ビデオ
- EXILE 「ALL NIGHT LONG」（2012年）
- EXILE TRIBE「24WORLD」（2014年）
- 三代目J Soul Brothers「O.R.I.O.N.」（2014年）
- Ayumi Kato「Searcing For feat. Shing02 and sayulee」（2015年）
- EXILE THE SECOND「YEAH!! YEAH!! YEAH!!」（2016年）[9]

### 舞台
- 「池田屋チェックイン」（2011年9月）
- 「DANCE EARTH ~生命の鼓動~」（2013年2月）
- ウルトラヒーローズ THE LIVE アクロバトル クロニクル（2015年） - 神宮寺 攻 役 [10]

### ライブ
- EXILE TRIBE TOEWR OF WISH LIVE TOUR 2012 (2012年4月- 7月)
- HiGH&LOW THE LIVE (2016年7月- 10月)

### 大会
- Red Bull Art of Motion Yokohama - 5位
- All Japan Tricking - 優勝
- Red Bull Art of Motion Detroit - 出場
- All Japan Tricking Battle vol.2 - 優勝
- North American Parkour Championships - 優勝
- Air Wipp Challenge 2015 - 5位
- WFPF Pro-Am Parkour Championship - 3位
- WEST COAST PARKOUR CHAMPIONSHIPS #5　フリースタイル部門 - 優勝

### その他
- ADIDAS COMMERCIAL ALL IN FOR MY GIRL 振り付け (2013年)
- テイルズ オブ エクシリア2 『ルドガー』モーションアクター
- 映画『フルスロットル』日本PRキャラクター (2014年)
- ファイナルファンタジーXVモーションアクター[11]
- レッドブル「Jason Paul Goes Back in Time」(2017年)[12]
- 大塚製薬「ボディメンテサポートプログラム」スペシャルムービー(2018年)  [13]
- NEW ERA「PERFORMANCE APPAREL」キャラクターモデル(2018年 -)  [14]
- XLARGE2018 FALL COLLECTION (2018年) モデル [15]

## 書籍
- FLY （2016年7月27日、小学館集英社プロダクション）ISBN 978-4796876308 フォトエッセイ/自伝